# 盧寧 (內華達州)
盧寧（英語：Luning）是位於美國內華達州米納勒爾縣的非建制地區。

## 歷史
盧寧的郵局自1882年營運至今。

## 地理
盧寧所處的海拔為高於海平面1369米（即4490英呎），而該地所採用的時區為UTC-8，即太平洋时区（PST）。同時該地設有夏令時間，為UTC-8調快一小時，即UTC-7（PDT）。